# فرودگاه بین‌المللی توبیاس بولانیاش
فرودگاه بین‌المللی توبیاس بولانیاش (به انگلیسی: Tobías Bolaños International Airport) (به زبان بومی: Aeropuerto Internacional Tobías Bolaños) یک فرودگاه همگانی با کد یاتا SYQ است که یک باند فرود آسفالت دارد و طول باند آن ۱۵۶۶ متر است. این فرودگاه در شهر سان خوزه (کاستاریکا) کشور کاستاریکا قرار دارد و در ارتفاع ۱۰۰۲ متری از سطح دریا واقع شده است.